# Arthromelodes torus
Arthromelodes torus (лат.) — вид жуков-ощупников (Pselaphinae) из семейства стафилиниды. Эндемик Тибета.

## Распространение
Китай, Тибет, Тибетский автономный район, Dinggyê County, (27°53’58"N, 87°27’21"E и 27°54’11"N, 87°22’42"E), на высоте 2700—3060 м.

## Описание
Мелкие коротконадкрылые жуки. Длина тела 2,5—2,6 мм. Основная окраска красновато-коричневая. Основные отличия от близких видов: голова усечённая в основании; темя с поперечной бороздой между усиковыми бугорками и длинным медиобазальным килем, вершинные ямки относительно мелкие и асетозные; антенна удлиненная, без изменений; антенномеры каждый слабо удлинен, членик 8 самый маленький, 11 немного короче 9 и 10 вместе взятых. Дискальная полоса надкрылий тонкая и неглубокая, простирается назад примерно до вершины 2/5 длины надкрылий. Передние и задние ноги простые, мезотрохантер с волосками на вентральном крае, мезотибии с крупным вершинным шипом. Брюшко с крупным тергитом 1 (IV) длиннее тергитов 2—4 (V—VII) вместе взятых; тергит 1 с сильно приподнятым выступом посередине. Эдеагус сильно асимметричен, срединная доля с крупной базальной капсулой и овальным отверстием, вентральная ножка сужена и выступает, расширена на вершине, дорсальная доля удлиненная, вильчатая на вершине, парамеры редуцированы и образуют единую мембранозную структуру.

## Систематика и этимология
Вид был впервые описан в 2022 году китайским энтомологом Zi-Wei Yin (Shanghai Normal University, Шанхай, Китай). Таксон Arthromelodes torus морфологически наиболее сходен с Arthromelodes alpitorus по большинству внешних признаков, а также по сходной тергальной модификации самцов и форме эдеагуса. Отличить новый вид можно по меньшим размерам тела (2,64 мм против 2,80—2,88 мм у самца; 2,53—2,61 мм против 2,66—2,80 мм у самки), значительно более длинной срединной продольной борозде переднеспинки, более тонкому и слегка изогнутому шипу на вершине мезотибии у самца, срединному выступу тергита 1 (IV) с одним постеромедиальным углом (с острыми постеролатеральными углами у A. alpitorus), область заднего выступа плоская по средней линии (приподнята у A. torus) и менее расширенная вершина срединной доли эдеагуса. Эти два вида, по-видимому, хорошо изолированы друг от друга высотными барьерами. Arthromelodes torus также близок к Arthromelodes angulatus, Arthromelodes aniqiao, Arthromelodes complexus, Arthromelodes lage и Arthromelodes langjicuo, имея с ними сетуозный мезотрохантер самца, а также сходную общую форму эдеагуса. Самцы нового вида могут быть отделены благодаря наличию крупного центрального выступа на тергите 1 (IV), а также длинного апикального шипа мезотибии. Видовое название Arthromelodes torus происходит от латинского слова «torus» (вздутие, выступ), обозначающее выступающий тергит 1 (IV) самца.